# Guerra civile in Afghanistan (1996-2001)
La fase della guerra civile afghana compresa tra il settembre del 1996 e l'ottobre 2001 iniziò con l'affrontarsi delle forze residue dello Stato Islamico dell'Afghanistan (coalizzate con alcuni dei loro ex nemici nel Fronte islamico unito per la salvezza dell'Afghanistan o "Alleanza del Nord") con quelle del nuovo governo dell'Emirato islamico dell'Afghanistan fondato precedentemente dal movimento dei talebani, a sua volta appoggiato dall'organizzazione terroristica di Al-Qāʿida.
Il conflitto interessò principalmente le regioni settentrionali dell'Afghanistan, dove le unità dell'Alleanza del Nord imposero una situazione di stallo alle forze talebane fino all'intervento a loro sostegno delle truppe statunitensi dell'operazione Enduring Freedom, fatto che portò all'inizio della successiva guerra in Afghanistan.

## Antefatti

### L'ascesa dei talebani
Ad aprile del 1992 in seguito al collasso del governo comunista in Afghanistan, fu proclamato lo Stato islamico dell'Afghanistan che, in base agli accordi di Peshawar, sarebbe stato governato ad interim da Burhanuddin Rabbani. L'Hezb-i Islami di Gulbuddin Hekmatyar, l'unica fazione di mujaheddin a non aver preso parte agli accordi di Peshawar attaccò le truppe di Rabbani scatenando una sanguinosa guerra civile che distrusse buona parte di Kabul e dintorni. Successivamente alcune milizie all'inizio alleate al governo di Rabbani, come ad esempio l'Hezb-i Wahdat composto da sciiti di etnia hazara e l'uzbeka Junbish-i Milli di Abdul Rashid Dostum, si allearono con Hekmatyar.
Nel frattempo il sud del paese era governato da leader locali che non si riconoscevano né nel governo di Rabbani né nell'opposizione di Hekmatyar. In questo contesto si formarono i talebani, una milizia fondamentalista sunnita composta in prevalenza da pashtun formatasi a Kandahar nell'agosto del 1994 che tra l'ottobre del 1994 e il settembre del 1996 riuscì a ottenere il controllo di tutto il centro e il sud del paese grazie al supporto finanziario e militare del Pakistan.
Il 26 settembre del 1996, prima che i talebani lanciassero una massiccia offensiva su Kabul, i massimi esponenti del governo di Rabbani, tra i quali figurava anche Ahmad Shah Massoud, lasciarono la città.

### La nascita dell'Alleanza del Nord
Ahmed Shah Massoud e Abdul Rashid Dostum, fino a poco prima nemici giurati, decisero di allearsi contro i talebani.
La loro alleanza prese il nome di Alleanza del Nord, la quale era composta in prevalenza da tagiki e uzbeki (le etnie a cui appartenevano rispettivamente Massoud e Dostum) ma anche da sciiti di etnia hazara inquadrati nella milizia Hezb-i wahdat e da sunniti di etnia pashtun tra i quali figurava anche Abdi al Rasul Sayyaf.
L'obbiettivo dell'Alleanza era di rovesciare l'Emirato islamico proclamato dai talebani e riportare l'intero paese sotto il controllo dello Stato islamico proclamato nel 1992.

## Battaglie principali

### Panjshir
In questa fase del conflitto il Pakistan non si limitò a fornire armi ai talebani: la tredicesima armata e la cinquantesima divisione aerea dell'Esercito pakistano lanciarono una serie di aggressive operazioni contro il Panjshir. Il Quarto squadrone di aggressori fornì informazioni di intelligence agli altri reparti dell'Esercito pakistano coinvolti nel conflitto e ai talebani. Anche i guerriglieri arabi di Al-qaida combatterono a fianco dei talebani sperando di conquistare in Panjshir.
Nonostante il grosso dispiegamento di forze, i talebani e i loro alleati non riuscirono a conquistare il Panjshir. Ahmed Shah Massoud che in questa regione ci era nato ed era riuscito a respingere i sovietici della quarantesima armata, riuscì a resistere anche a questa volta.

### Kabul e Kunduz
Nel 1997 i leader delle fazioni facenti parte dell'Alleanza del Nord si riunirono per decidere di un futuro governo e primo ministro. Abdul Rahim Ghafoorzai, un pashtun non allineato con nessuna delle fazioni, fu scelto come futuro primo ministro.
L'Alleanza del nord avanzò con carri armati, veicoli trasporto truppe e armi pesanti verso la base area di Bagram conquistandola. Fu la prima vittoria significativa contro i talebani dopo la caduta di Kabul. Gli uomini guidati da Massoud entrarono nella capitale ma trovarono una forte resistenza da parte dei talebani.
Nello stesso tempo l'aereo con a bordo Ghafoorzai precipitò nei pressi di Bamiyan. Con la morte di Ghafoorzai, Massoud perse le speranze di instaurare un governo stabile a Kabul e ordinò alle sue truppe di ritirarsi dal nord di Kabul. Egli infatti non voleva conquistare Kabul prima di aver formato un governo, per evitare che si venisse a creare la stessa situazione del 1992-1994.
Circa 2000 talebani rimasero sotto assedio a Kunduz da parte delle forze di Massoud ma riuscirono a resistere grazie al tradimento di alcuni uomini di Sayyaf. Questi uomini, guidati dal Mullah Amir Khan, attaccarono la città di Taloqan controllata da Massoud. L'attacco venne respinto ma mise in difficoltà l'Alleanza del Nord su altri fronti.

### Mazar-i Shariff
La Junbish-i Milli guidata da Dostum aveva preso il controllo di Mazar-i Shariff nel 1994, tuttavia a maggio del 1997 il vice di Dostum Abdul Malik Pahlawan, arrabbiato con Dostum per un suo presunto coinvolgimento nell'assassinio del fratello, si incontrò con il leader dei talebani Abdul Razzaq. Essi stabilirono che Malik avrebbe attaccato Dostum, catturato Ismail Khan e preso il controllo di Mazar-i Shariff.
Malik attaccò le forze di Dostum il 22 maggio 1997 e occupò la roccaforte di Dostum a Sheberghan. La maggior parte dei comandanti di Dostum disertarono e si unirono a Malik e anche alcuni piloti della sua forza aerea fecero lo stesso. Non sono chiari quali furono gli accordi tra i talebani e Malik, fattostà che gli studenti coranici approfittarono del momento di confusione per entrare a Mazar-i Shariff ed imporre la loro interpretazione della sharia. La cosa non fu ben vista, in particolar modo dagli sciiti di etnia hazara che popolavano la zona orientale della città. L'Hezb-i Wahdat si oppose militarmente ai talebani.
Il 30 maggio Malik cambiò alleanze schierandosi con l'Hezb-i Wahdat e prendendo migliaia di soldati talebani come prigionieri a Maimana, Sheberghan e Mazar-i Sharif.
Circa 3000 prigionieri talebani vennero uccisi sommariamente. Nei mesi successivi alla sconfitta dei talebani a Mazar-i Sharif, Malik integrò le truppe fedeli a Ismail Khan nell'amministrazione cittadina.
A luglio del 1998 i talebani controllavano buona parte dell'area a nord di Herat, inclusa la strada che portava a Maimana. L'8 agosto successivo i talebani ri-entrarono a Mazar-i Shariff.
Ex appartenenti all'Hezb-i Islami di Hekmatyar si allearono coi talebani circondando le truppe sciite dell'Hezb-i Wahdat. Dai 1500 a 3000 combattenti dell'Hezb-i Wahdat vennero uccise dall'Hezb-i Islami e dai talebani mentre il loro leader Muhammad Mohaqiq fuggì in elicottero.
Gli scontri interni alla Junbish tra la fazione di Dostum e quella di Malik crearono nuove opportunità per i talebani. Essi circondarono Mazar-i Shariff il 20 settembre. A quel punto occuparono la città uccisero sommariamente circa 4000 civili, la maggior parte dei quali sciiti di etnia hazara. Per i 6 giorni successivi i talebani fecero dei rastrellamenti casa per casa alla ricerca di maschi sciiti hazara che vennero successivamente uccisi. Un'unità speciale dei talebani attaccò il consolato iraniano a Mazar-i Shariff dove uccisero un giornalista e 8 tra agenti dell'intelligence e personale diplomatico.
Altri diplomatici iraniani vennero rapiti dai talebani. Ne derivò una crisi degli ostaggi che per poco non sfociò in un conflitto aperto, con l'Iran che ammassò 70 000 soldati al confine afghano. I talebani ammisero poco dopo che gli ostaggi erano stati uccisi e i corpi vennero restituiti all'Iran. Tuttavia, grazie anche alla mediazione delle Nazioni Unite, le tensioni rientrarono.

## L'omicidio di Massoud
Il 9 settembre 2001 due attentatori suicidi arabi, probabilmente appartenuti ad Al-qaida, si finsero giornalisti e detonarono la bomba che avevano nascosto nella loro videocamera durante una finta intervista. Massoud morì sull'elicottero che lo stava portando in ospedale.
In più di 26 anni di conflitto Massoud era sopravvissuto a tentativi di omicidio da parte del KGB sovietico, dei comunisti afghani, dell'ISI pakistano, di Gulbuddin Hekmatyar, di Al qaida e dei talebani. La sua morte fu negata per diversi giorni dall'Alleanza del Nord per evitare di gettare nello sconforto le sue truppe.

## L'invasione statunitense
Il 7 ottobre 2001 Stati Uniti e Regno Unito lanciarono un attacco aereo in Afghanistan prendendo di mira truppe e infrastrutture militari dei talebani. Nel frattempo le truppe di terra dell'Alleanza del Nord preso il controllo di gran parte del paese togliendo il potere ai talebani.